# Kukmor
Kukmor – osiedle typu miejskiego w Rosji, w Tatarstanie. W 2010 roku liczyło 16 918 mieszkańców.